# كليفورد أبواغي
كليفورد أبواغي (بالإنجليزية: Clifford Aboagye)‏ (11 فبراير 1995 بأكرا في غانا - ) هو لاعب كرة قدم غاني في مركز الوسط. شارك مع منتخب غانا تحت 20 سنة لكرة القدم. أما مع النوادي، فقد لعب مع نادي أودينيزي ونادي غرناطة وInternational Allies F.C. ‏ وريكريتيفو غرناطة ‏.

## وصلات خارجية
- كليفورد أبواغي على موقع قاعدة بيانات كرة القدم.إي يو (الإنجليزية)
- كليفورد أبواغي على موقع Soccerway.com (الإنجليزية)
- كليفورد أبواغي على موقع عالم كرة القدم.نت (الإنجليزية)
- كليفورد أبواغي على موقع AS.com (الإسبانية)